# Canal Campos–Macaé
O Canal Campos–Macaé, também denominado Canal Macaé-Campos, é um canal artificial que interligava as cidades Macaé e Campos dos Goytacazes na região norte do estado do Rio de Janeiro, no Brasil. O canal corta os atuais municípios de Campos dos Goytacazes, Quissamã, Carapebus e Macaé, além do Parque Nacional da Restinga de Jurubatiba.
É considerado como uma das maiores obras de engenharia do país à época do Império. O seu percurso, com uma largura média de 15 metros, estendia-se por 106 quilômetros, sem contar os diversos canais de derivação. Considerando-se apenas a extensão, é o segundo canal artificial mais longo do mundo, sendo superado apenas pelo Canal de Suez (163 quilômetros), e superando o Canal do Panamá (82 quilômetros).

## História

Trecho do canal Campos-Macaé na área rural de Macaé

A ideia remonta a José Joaquim da Cunha de Azeredo Coutinho, bispo de Olinda, nascido em Campos dos Goytacazes, trazida a público na obra "Ensaio Econômico sobre o Comércio de Portugal e suas Colônias" (Lisboa, 1794), onde sugeriu a construção de um canal que unisse os rios Macaé e Paraíba do Sul, passando pelos rios Ururaí e Macabu (que desaguam na lagoa Feia), e pelas lagoas de Carapebus. Este foi o trajeto posteriormente adotado.
Em 1833, a Câmara Municipal de Campos dos Goytacazes encaminhou uma representação ao então presidente da Província do Rio de Janeiro sobre a utilidade de um canal "...por onde pudessem sair em qualquer tempo os produtos agrícolas do município e outros gêneros de consumo.".
O 1º barão e visconde de Araruama tornou-se o grande incentivador da obra quando, em 1836, publicou  a "Memória sobre a abertura de um novo canal para facilitar a comunicação entre a cidade de Campos dos Goytacazes, e a vila de S. João de Macaé". Ali afirmava que a construção de um canal "...contribuiria para o dessecamento dos pantanais da região, para a fluência das águas estagnadas, para o transporte por via fluvial e para a substituição do porto de São João da Barra, com foz perigosa, pelo de Macaé". Ao mesmo tempo, utilizou a sua influência política para convencer o governo provincial a realizar as obras que iriam beneficiar diretamente as suas propriedades.
Embora seja frequentemente referido que o barão e visconde de Araruama concebeu o projeto, o seu próprio filho, João José Carneiro da Silva, barão do Monte de Cedro, atribuiu a ideia ao bispo de Olinda citado e também a José Silvestre Rabelo.
O projeto do canal, datado de 1837, é de autoria do engenheiro inglês John Henry Freese. A sua construção foi autorizada por lei da Assembleia Provincial do Rio de Janeiro em 19 de outubro do mesmo ano.
O canal foi concebido principalmente como uma hidrovia para transporte do açúcar produzido na região de Quissamã e Carapebus, que até então era transportado até ao porto de Imbetiba (Macaé) por carros de bois ou por via marítima através da lagoa Feia, do canal das Flexas e da barra do Furado. As demais opções naturais de transporte marítimo passavam pelo rio Paraíba do Sul ou pelo porto de São João da Barra, mas tinham percursos mais extensos e não atendiam às fazendas em Quissamã e Carapebus. De qualquer modo, o transporte marítimo de carga em pequenas embarcações, desde a barra do Paraíba do Sul ou da barra do Furado (canal das Flexas) até ao porto de Imbetiba, era arriscado. A barra do Paraíba do Sul era especialmente temida pela quantidade de acidentes.
Complementarmente, o canal serviria para sanear a região pantanosa de Quissamã, à época infestada de mosquitos transmissores da febre palustre, contribuindo para a drenagem de brejos, aumentando a superfície de terras cultiváveis, a ser aproveitadas no cultivo da cana-de-açúcar ou como campos de pastagem. Charles Ribeyrolles, na sua obra "Brésil pittoresque", listou vinte lagoas que foram inteiramente drenadas com a construção do canal e outras mais profundas, como as lagoas do Jesus, Paulista e de Carapebus, que foram esvaziadas parcialmente.
O próprio barão de Araruama foi contratado para a empreitada. A comissão do governo provincial encarregada do projeto era composta por ele e por seu irmão, o 1º barão de Ururaí, que a presidia. O primeiro engenheiro responsável pelas obras foi o tenente-coronel Ernesto Augusto César Eduardo de Miranda. As obras iniciaram-se oficialmente a 1 de outubro de 1844, estendendo-se até 1861, utilizando a mão-de-obra de escravos africanos. O contrato exigia que o canal tivesse 30 palmos à flor d'água (cerca de 6,60 metros de profundidade), o que causou o desmoronamento de certos trechos, onde demandou o seu alargamento. Estima-se que a obra tenha custado dois mil contos de réis.
Em 1847, o imperador D. Pedro II fez uma viagem para conhecer a próspera região Norte Fluminense e, especialmente, para inspecionar as obras do canal, tendo se hospedado na Casa da Fazenda Quissamã, pertencente ao barão e visconde de Araruama.
No ano de 1858, apesar de ainda em obras na vizinhança de Macaé, já era utilizado para o transporte de mercadorias e de passageiros. As embarcações utilizadas eram balsas de toras de madeira, taboados, pranchas e canoas. Relata-se que o canal era percorrido por balsas com mais de 100 braças (220 metros) de comprimento, empregando de 30 a 40 remadores. Computou-se o tráfego de 60 pranchas grandes e pequenas, algumas com até 100 braças (220 metros) de comprimento e 13 palmos de boca (2,86 metros de largura). Nos trechos em que ainda transcorriam obras, as cargas e os passageiros tinham que passar por baldeação em carros de boi ou no lombo de animais.
O barão e visconde de Araruama, além da execução das obras, também foi contratado para efetuar a conservação do canal nos trechos que passavam a ser utilizados. O contrato de conservação expirou em 1858 e o governo abriu uma licitação para renová-lo. A única proposta apresentada foi de autoria do barão e visconde de Araruama que, assim, foi recontratado para mais um período de conservação.
O canal tinha toda a sua extensão aberta à navegação em 1861, porém somente em 1872 passou a ser navegado por uma embarcação a vapor (o "Vapor Visconde"), que transportava carga e passageiros, além das embarcações tradicionais movidas a remos e varas. Em sua primeira viagem, o vapor Visconde partiu de Campos no dia 19 de fevereiro de 1872 rebocando uma prancha com 11 passageiros e levou quase dois dias completos para chegar à Macaé. O uso desta hidrovia entrou em declínio após 1874 com o início da operação da Estrada de Ferro Macaé e Campos, que oferecia maior rapidez e menor custo de operação.
No século XX, a partir de 1935 foram promovidas várias obras de dragagem que incorporaram o canal a uma rede de canais e comportas utilizada para drenagem e despejo de esgotos na Baixada Campista. A extensão total dessa rede é de 1.450 quilômetros.
Além do canal Campos-Macaé, outros canais de navegação foram construídos na região Norte Fluminense durante o século XIX, como o canal do Nogueira (aberto de 1853 a 1858), o canal de Cacimbas e o canal da Onça.

## Condições atuais
Em nossos dias, o seu primitivo traçado encontra-se parcialmente preservado, integrado à paisagem da região rural e ao Parque Nacional da Restinga de Jurubatiba. Em Campos dos Goytacazes é conhecido como "Grande Canal" ou "Canal do Cula", nome dado a um paleocanal (canal natural) seccionado pelo Canal Campos-Macaé, e que era uma importante via de transporte na região. Em Quissamã é designado pelos habitantes apenas como "O Canal".
Em termos físicos, a região por ele cortada é aplainada e baixa, com dificuldades para o escoamento das águas dos rios para o mar, o que propicia a formação de lagoas e alagadiços. Por essa razão, o antigo canal mantém a sua importância para a irrigação e a drenagem, em conjunto com outros canais e valas abertos secularmente na região.
Em termos económico-sociais, percorre uma extensa área rural onde predomina a pecuária bovina e a agro-indústria açucareira.
Com relação ao meio-ambiente, uma boa parte do seu percurso corta o Parque Nacional da Restinga de Jurubatiba, única unidade de conservação da natureza do país em restinga, reconhecido pela UNESCO como reserva da biosfera. Próximo à barra do rio Macaé, o canal atravessa uma faixa de manguezal, tipo de vegetação que o atual Código Florestal brasileiro considera como reserva ecológica, sob a proteção do IBAMA.
O seu leito não se encontra totalmente navegável, uma vez que:
- diversos trechos encontram-se praticamente secos devido a bloqueios ou assoreamento;
- alguns trechos estão assoreados naturalmente, como por exemplo, no centro da cidade de Campos dos Goytacazes, o trecho coberto entre o rio Paraíba do Sul e a rua Tenente-coronel Cardoso, ou o trecho entra as lagos de Carapebus e Cabiúnas no Parque Nacional da Restinga de Jurubatiba;
- alguns trechos em áreas urbanas estão severamente poluídos, como por exemplo, ainda em Campos dos Goytacazes, entre a rua Tenente-coronel Cardoso e a avenida 28 de Março;[10] e
- há trechos em que a eutrofização (cobertura por vegetação aquática densa) é favorecida pelo despejo de esgotos, como por exemplo, em Macaé, onde no trecho entre o bairro Aeroporto e a lagoa de Cabiúnas, proliferam os aguapés;
- várias pontes cruzam o canal sem ter altura que permita a passagem de embarcações, mesmo de pequeno porte.

Entretanto, restam diversos trechos com largura variável entre 10 a 20 metros, especialmente na região urbana e rural de Quissamã que podem ser percorridos por embarcações de pequeno porte; alguns são utilizados para passeios de ecoturismo.
O Canal Campos-Macaé foi objeto de Tombamento Provisório pelo INEPAC em 2002. Um projeto para a sua recuperação vem sendo o ponto de partida para incentivar o turismo histórico e ecológico e o desenvolvimento sustentável da região Norte Fluminense.

## Percurso

Micro-região de Campos dos Goytacazes

Micro-região de Macaé

O canal começa (ou termina) na margem direita do rio Paraíba do Sul no centro da cidade de Campos dos Goytacazes (coordenadas 21°45'13.7"S 41°19'32.3"W ). O trecho inicial foi coberto para a implantação da praça Parque Alberto Sampaio. Nesta região existia um porto fluvial, além de diques e comportas que regulavam a adução das águas do rio Paraíba do Sul para o canal.  A parte do canal ainda a descoberto é denominada "Canal do Cula" ou "Grande Canal" (coordenadas 21°45.646'S 41°19.669'O).
A partir do centro da cidade de Campos dos Goytacazes, o canal segue no sentido sul-sudoeste até à periferia e à área rural (coordenadas 21°47.104'S 41°20.178'O). O seu trajeto original no sentido sul-sudoeste foi bloqueado na altura da estrada do Carvão (21°47.438'S 41°20.293'O) e suas águas são desviadas na direção sul para o canal de Tocos, que deságua na lagoa do Jacaré, que por sua vez se liga com a lagoa Feia.
O trajeto original segue até cruzar o rio Ururaí (coordenadas 21°52.247'S 41°24.617'O) e contorna as bordas noroeste e oeste da lagoa Feia, o que à época permitiu a drenagem da águas desta região alagadiça. Outros canais, menores, ligam o principal com a lagoa Feia.
Depois de cruzar o rio Macabu (coordenadas 21°59.308'S 41°26.988'O) a oeste da lagoa Feia, o canal inflete na direção sudoeste na altura da fazenda Machadinha (coordenadas 22°01.781'S 41°26.734'O), que foi propriedade dos barões de Ururaí, irmão e filho do 1º barão e visconde de Araruama. Depois o canal segue até à área urbana da cidade de Quissamã (coordenadas 22°06.229'S 41°28.317'O), passando próximo às casas da fazenda Quissamã e do Mato de Pipa, que, à época de sua construção, eram propriedades do maior incentivador e empreiteiro da obra, o 1º barão e visconde de Araruama.
A seguir, o percurso continua em direção ao Engenho Central de Quissamã (coordenadas 22°07.080'S 41°29.569'O) e atinge novamente a área rural. Passa então pelo brejo do Arrozal (coordenadas 22°09.428'S 41°32.817'O) onde, já dentro do Parque Nacional da Restinga de Jurubatiba, aproveita uma comunicação natural (coordenadas 22° 11.222'S 41° 32.490'O) para chegar à lagoa Paulista. Desta, o canal prossegue (coordenadas 22°12.504'S 41°33.147'O) em linha reta na direção oeste-sudoeste, com apenas um curto desvio, até a chegar à lagoa de Carapebus (coordenadas 22°13.651'S 41°36.513'O).
A partir da lagoa de Carapebus (coordenadas 22°14.059'S 41°36.766'O), continua na direção sudoeste, seguindo paralelo à costa em um trecho atualmente muito assoreado e mesmo seco (coordenadas 22°15.559'S 41°39.597'O). Prossegue em trajeto retilíneo com um curto desvio e atinge a lagoa de Cabiúnas (coordenadas 22° 17.148'S 41°41.606'O). Saindo desta (coordenadas 22°17.643'S 41°41.736'O), ingressa na área urbana de Macaé, até ao bairro Aeroporto (coordenadas 22°20.385'S 41°45.631'O) e chega ao rio Macaé (coordenadas 22°21.763'S 41°46.627'O) a cerca de 1 quilômetro da sua barra. Daí, vencia-se ainda um pequeno trajeto por mar até ao porto de Imbetiba, em Macaé.
As águas do canal fluíam do rio Paraíba do Sul (cota 14) em direção à lagoa Feia (cota 3) e, daí, até ao rio Macaé (cota 0). Uma parte de suas águas  vai para o mar passando pela lagoa Feia e o canal das Flexas até à Barra do Furado.

## Como chegar
O Canal Campos-Macaé pode ser observado ao cruzar por diversas rodovias e estradas como a RJ-196, sentido BR-101, logo após o Portal da Cidade de Quissamã; QSM-101 - Estrada Penha – Alto Grande; QSM-103 - Estrada Imbiú – Canto de Santo Antônio; QSM-014  Machadinha – Beira de Lagoa.